# Mystkowo
Mystkowo (prononciation : [mɨstˈkɔvɔ]) est un village polonais de la gmina de Baboszewo dans le powiat de Płońsk de la voïvodie de Mazovie dans le centre-est de la Pologne.
Il se situe à environ 4 kilomètres à l'ouest de Baboszewo (siège de la gmina), 13 kilomètres au nord-ouest de Płońsk (siège du powiat) et à 75 kilomètres au nord-ouest de Varsovie (capitale de la Pologne).

## Histoire
De 1975 à 1998, le village appartenait administrativement à la voïvodie de Ciechanów.